# Albert Bouvet
Albert Bouvet (Mellé, 1930. február 28. – Essonne, 2017. május 20.) világbajnoki ezüstérmes francia kerékpárversenyző.

## Pályafutása
1958 és 1962 között négy alkalommal nyert francia bajnokságot egyéni üldözőversenyben. Ugyanebben a versenyszámban 1957-ben Rocourtban és 1959-ben Amszterdamban is világbajnoki ezüstérmes lett.

## Sikerei, díjai
- Világbajnokság – egyéni üldözőverseny
  - ezüstérmes: 1957, 1959
- Francia bajnokság – egyéni üldözőverseny
  - bajnok (4): 1958, 1959, 1960, 1962